# گونتر هرمان (بازیکن فوتبال)
گونتر هرمان (انگلیسی: Günter Herrmann; ۲ سپتامبر ۱۹۳۴ – ۷ نوامبر ۲۰۱۲) بازیکن فوتبال اهل آلمان بود.
از باشگاه‌هایی که در آن بازی کرده‌است می‌توان به اشاره کرد.
وی همچنین در تیم‌های ملی فوتبال زارلند بی و زارلند بازی کرده‌است.